# Psenopsis shojimai
Psenopsis shojimai är en fiskart som beskrevs av Akira Ochiai och Mori, 1965. Psenopsis shojimai ingår i släktet Psenopsis och familjen svartfiskar. Inga underarter finns listade i Catalogue of Life.